# Gynothemis uniseta
Gynothemis uniseta là loài chuồn chuồn trong họ Libellulidae. Loài này được Geijskes mô tả khoa học đầu tiên năm 1972.